# Норвегія на пісенному конкурсі Євробачення
Норвегія бере участь у конкурсі пісні Євробачення з 1960 року, пропустивши роки участі у 1970 році (у рамках страйку проти системи голосування) й 2002, коли країна не потрапила в список активних на той рік країн.
Конкурс транслюється в Норвегії NRK, який також транслює національний відбірковий конкурс Норвегії, Melodi Grand Prix.
Країна вигравала тричі: 1985 перемогу здобув гурт «BobbySocks»  з піснею «La det swinge», 1995 на Євробаченні переміг гурт  «Secret Garden» з піснею «Nocturne». 2009 року переміг Олександр Рибак з піснею «Fairytale». Норвегією також поставлений «рекорд» за кількістю останніх місць: Норвегія 12 разів за 53 роки займала останнє місце, із них чотири рази з нульовим результатом. 
До 1985 року найкращим результатом Норвегії в конкурсі було третє місце Осе Клевленда в 1966 році. Норвегія також фінішувала другою на конкурсі 1996 року, з колишньою учасницею Bobbysocks Елізабет Андреассен. У 2019 році Норвегія стала третьою країною, яка виграла телеголосування, а не виграла конкурс (попередніми були Італія у 2015 році та Росія у 2016 році).

## Історія
Першим учасником Норвегії на конкурсі була Нора Брокстедт у 1960 р. з піснею «Voi Voi», яка зайняла 4-е місце. Брокстедт повернулася наступного року з «Sommer i Palma», на цей раз посівши 7-е місце. Потім Осе Клевеланд фінішувала третьою у 1966 році з «Intet er nytt under solen», після чого Норвегія не змогла досягти першої десятки з чотирнадцяти з наступних п'ятнадцяти спроб, за винятком сьомого місця Bendik Singers у 1973 році.
До 1985 року Норвегія лише за шість із двадцяти чотирьох спроб дісталася до десятки найкращих і стільки ж разів фінішувала останньою. У 1985 році Bobbysocks дав країні першу перемогу з піснею «La det swinge». За наступні десять років Норвегія досягла ще двох п’яти найкращих результатів: Кароліна Крюгер у 1988 році та Сільє Віге у 1993 році, які обидві фінішували.
Друга перемога Норвегії прийшла в 1995 році з етно-твором «Nocturne» Secret Garden, головним чином інструментальним кельтським стилем. У 1996 році Елізабет Андреассен, яка виграла конкурс у складі Bobbysocks, повернулася до конкурсу як сольна артистка, посівши друге місце. У 2003 році Йостейн Хасельгорд став четвертим.
Втретє Норвегія перемогла у 2009 році, коли Олександр Рибак надзвичайно успішно виконав пісню «Fairytale». Оцінка пісні в 387 балів була найвищою за весь час загальною перемогою за системою голосування 1975—2015 рр., а також досягла найбільшої перемоги в історії: 492 бали були розподілені між країнами-конкурентами у 2009 році, тобто «Fairytale» отримала 78,7% з балів, які можна було б винагородити. Згодом Рибак повернувся до конкурсу у 2018 році, виконавши «That's How You Write a Song»; він отримав найбільшу кількість голосів у другому півфіналі, але в підсумку став п'ятнадцятим.
У 2012 році Норвегія одинадцятий раз фінішувала останньою у фіналі. Норвегія має сумнівну відмінність, фінішувавши останньою у фіналі Євробачення більше, ніж будь-яка інша країна, і разом з Австрією чотири рази отримувала нуль балів: у 1963, 1978, 1981 та 1997 роках.
З моменту запровадження півфінального раунду у 2004 році Норвегія сім разів фінішувала в десятці найкращих. Wig Wam фінішував дев'ятим з «In My Dreams» у 2005 році, Марія Хаукаас Сторенг стала п'ятою у 2008 році з «Hold On Be strong», Олександр Рибак переміг у 2009 році, Маргарет Бергер стала четвертою у 2013 році з «I Feed You My Love», Карл Еспен фінішував восьмим у 2014 році у виконанні «Silent Storm», Мьорланд і Дебра Скарлетт — восьмими у 2015 році з «A Monster Like Me», JOWST та Александер Волманн зайняли десяте місце з «Grab the Moment» у 2017 році, а KEiiNO був шостим у 2019 році з «Spirit in the Sky», посівши перше місце в телеголосуванні. Загалом у конкурсі Норвегія має одинадцять Топ-5 та двадцять чотири  Топ-10 фіналістів.

## Учасники

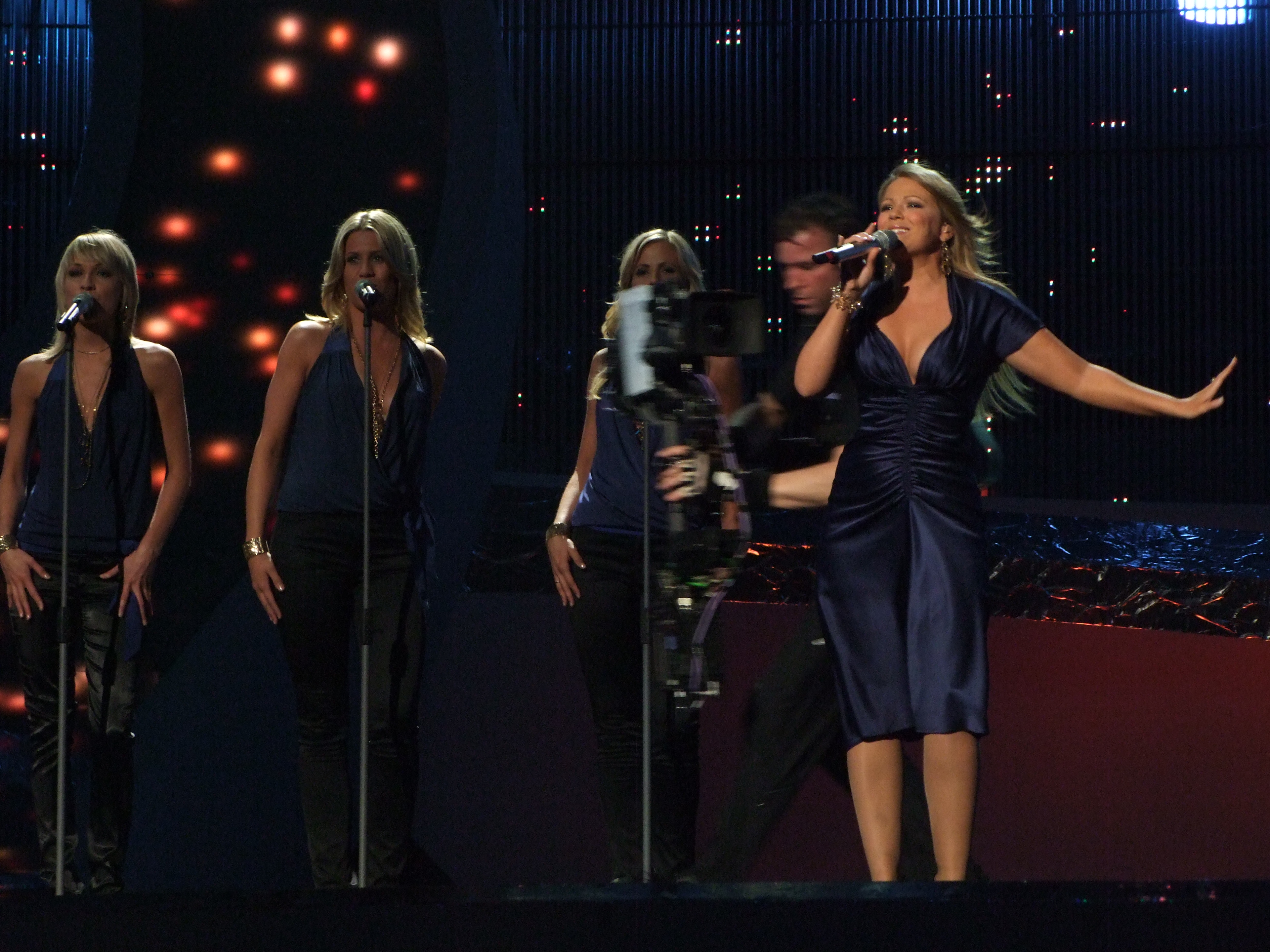
Марія Хаукаас Сторенг виконує пісню «Hold On Be Strong» у Белграді (2008)

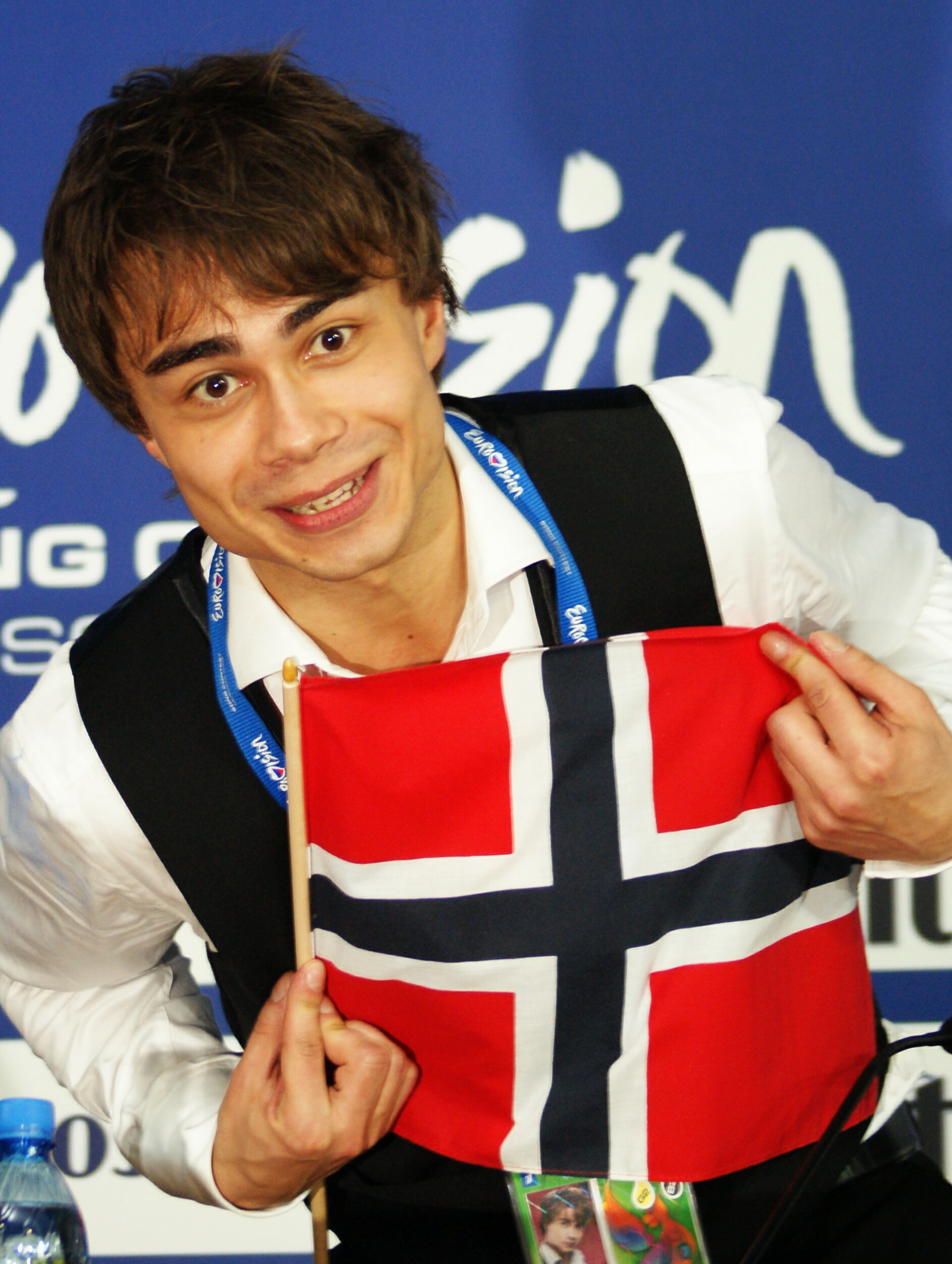
Олександр Рибак

Умовні позначення
     Переможець
     Друге місце
     Третє місце
     Четверте місце
     П'яте місце
     Останнє місце
     Автоматичний фіналіст
     Не пройшла до фіналу
     Участь скасовано
     Не брала участі
| Рік  | Пісня                            | Виконавець                                 | Фінал                      | Очок                       | Півфінали | Очок      |
| ---- | -------------------------------- | ------------------------------------------ | -------------------------- | -------------------------- | --------- | --------- |
| 1960 | Voi Voi                          | Нора Брокстедт                             | 4                          | 11                         |           |           |
| 1961 | Sommer I Palma                   | Нора Брокстедт                             | 7                          | 10                         |           |           |
| 1962 | Kom Sol, Kom Regn                | Інгер Якобсен                              | 10                         | 2                          |           |           |
| 1963 | Solvherv                         | Аніта Таллауг                              | 13                         | 0                          |           |           |
| 1964 | Spiral                           | Арне Бендіксен                             | 8                          | 6                          |           |           |
| 1965 | Karusell                         | Кірсті Спарбое                             | 13                         | 1                          |           |           |
| 1966 | Intet Er Nytt Under Solen        | Осе Клевеланд                              | 3                          | 15                         |           |           |
| 1967 | Dukkemann                        | Кірсті Спарбое                             | 14                         | 2                          |           |           |
| 1968 | Stress                           | Одд Бьорре                                 | 13                         | 2                          |           |           |
| 1969 | Oj, Oj, Oj, Så Glad Jeg Skal Bli | Кірсті Спарбое                             | 16                         | 1                          |           |           |
| 1971 | Lykken Er                        | Ханне Крог                                 | 17                         | 65                         |           |           |
| 1972 | Småting                          | Грете Каусланд & Бенні Борг                | 14                         | 73                         |           |           |
| 1973 | It's Just A Game                 | Bendik Singers                             | 7                          | 89                         |           |           |
| 1974 | The First Day Of Love            | Анне-Каріне Стрьом і Bendik Singers        | 14                         | 3                          |           |           |
| 1975 | Touch My Life (With Summer)      | Еллен Ніколайсен                           | 18                         | 11                         |           |           |
| 1976 | Mata Hari                        | Анне-Каріне Стрьом                         | 18                         | 7                          |           |           |
| 1977 | Casanova                         | Аніта Скорган                              | 14                         | 18                         |           |           |
| 1978 | Mil Etter Mil                    | Ян Тейген                                  | 20                         | 0                          |           |           |
| 1979 | Oliver                           | Аніта Скорган                              | 11                         | 57                         |           |           |
| 1980 | Sámiid Ædnan                     | Сверре Х'єльсберг & Меттіс Хетта           | 16                         | 15                         |           |           |
| 1981 | Aldri I Livet                    | Фінн Кальвік                               | 20                         | 0                          |           |           |
| 1982 | Adieu                            | Ян Тейген & Аніта Скорган                  | 12                         | 40                         |           |           |
| 1983 | Do Re Mi                         | Ян Тейген                                  | 9                          | 53                         |           |           |
| 1984 | Lenge Leve Livet                 | Dollie de Luxe                             | 17                         | 29                         |           |           |
| 1985 | La det swinge                    | Bobbysocks                                 | 1                          | 123                        |           |           |
| 1986 | Romeo                            | Кетіл Стоккан                              | 12                         | 44                         |           |           |
| 1987 | Mitt Liv                         | Кейт Гулбрандсен                           | 9                          | 65                         |           |           |
| 1988 | For Vår Jord                     | Кароліна Крюгер                            | 5                          | 88                         |           |           |
| 1989 | Venners Nærhet                   | Брітт Сінневе Йогансен                     | 17                         | 30                         |           |           |
| 1990 | Brandenburger Tor                | Кетіл Стоккан                              | 21                         | 8                          |           |           |
| 1991 | Mrs. Thompson                    | Just 4 Fun                                 | 17                         | 14                         |           |           |
| 1992 | Visjoner                         | Мерете Троан                               | 18                         | 23                         |           |           |
| 1993 | Alle Mine Tankar                 | Сільє Віге                                 | 5                          | 120                        |           |           |
| 1994 | Duett                            | Елізабет Андреассен & Ян Вернер Даніельсен | 6                          | 76                         |           |           |
| 1995 | Nocturne                         | Secret Garden                              | 1                          | 148                        |           |           |
| 1996 | I Evighet                        | Елізабет Андреассен                        | 2                          | 114                        |           |           |
| 1997 | San Francisco                    | Тур Ендресен                               | 24                         | 0                          |           |           |
| 1998 | Alltid Sommer                    | Ларс А. Фредріксен                         | 8                          | 79                         |           |           |
| 1999 | Living My Life Without You       | Стіг ван Ейк                               | 14                         | 35                         |           |           |
| 2000 | My Heart Goes Boom               | Charmed                                    | 11                         | 57                         |           |           |
| 2001 | On My Own                        | Галдор Легрейд                             | 22                         | 3                          |           |           |
| 2003 | I'm Not Afraid To Move On        | Йостейн Хассельгорд                        | 4                          | 123                        |           |           |
| 2004 | High                             | Кнут Андерс Сорум                          | 24                         | 3                          | -         | -         |
| 2005 | In My Dreams                     | Wig Wam                                    | 9                          | 125                        | 6         | 164       |
| 2006 | Alvedansen                       | Крістін Гульдбрандсен                      | 14                         | 36                         | -         | -         |
| 2007 | Ven A Bailar Conmigo             | Гурі Шанке                                 | Не вдалося кваліфікуватися | Не вдалося кваліфікуватися | 18        | 48        |
| 2008 | Hold On Be Strong                | Марія Хаукаас Сторенг                      | 5                          | 182                        | 4         | 106       |
| 2009 | Fairytale                        | Олександр Рибак                            | 1                          | 387                        | 1         | 201       |
| 2010 | My heart is yours                | Дідрік Соллі-Тенген                        | 20                         | 35                         | -         | -         |
| 2011 | Haba Haba                        | Стелла Мвангі                              | Не вдалося кваліфікуватися | Не вдалося кваліфікуватися | 17        | 30        |
| 2012 | Stay                             | Туджі                                      | 26                         | 7                          | 10        | 45        |
| 2013 | I Feer You My Love               | Маргарет Бергер                            | 4                          | 191                        | 3         | 120       |
| 2014 | Silent Storm                     | Карл Еспен                                 | 8                          | 88                         | 6         | 77        |
| 2015 | A Monster Like Me                | Мьорланд & Дебра Скарлетт                  | 8                          | 102                        | 4         | 123       |
| 2016 | Icebreaker                       | Agnete                                     | Не вдалося кваліфікуватися | Не вдалося кваліфікуватися | 13        | 63        |
| 2017 | Grab the Moment                  | JOWST                                      | 10                         | 158                        | 5         | 189       |
| 2018 | That's How You Write A Song      | Олександр Рибак                            | 15                         | 144                        | 1         | 266       |
| 2019 | Spirit in the Sky                | KEiiNO                                     | 6                          | 331                        | 7         | 210       |
| 2020 | «Attention»                      | Ульрікке                                   | Скасовано                  | Скасовано                  | Скасовано | Скасовано |
| 2021 | «Fallen angel»                   | Тікс                                       | 18                         | 75                         | 10        | 115       |
| 2022 | «Give That Wolf a Banana»        | Subwoolfer                                 | 10                         | 182                        | 6         | 177       |
| 2023 | «Queen of Kings»                 | Алессандра                                 | 5                          | 268                        | 6         | 102       |
| 2024 | «Ulveham»                        | Gåte                                       | 25                         | 16                         | 10        | 43        |
| 2025 | «Lighter»                        | Кайл Алессандро                            | 18                         | 89                         | 8         | 82        |
| 2026 |                                  |                                            |                            |                            |           |           |

## Проведення
| Рік  | Місто  | Місце розміщення | Ведучі                                       |
| ---- | ------ | ---------------- | -------------------------------------------- |
| 1986 | Берген | Grieg Hall       | Осе Клевеланд                                |
| 1996 | Осло   | Oslo Spektrum    | Ingvild Bryn і Мортен Гаркет                 |
| 2010 | Берум  | Telenor Arena    | Nadia Hasnaoui, Haddy N'jie і Erik Solbakken |

### Пісні Європи
| Рік  | Місто | Місце розміщення | Ведучі                     |
| ---- | ----- | ---------------- | -------------------------- |
| 1981 | Мюсен | Momarken         | Rolf Kirkvaag і Titten Tei |

## Статистика голосувань (1975-2025)

### Норвегія дала найбільше очок:
| Місце | Країна          | Очок |
| ----- | --------------- | ---- |
| 1     | Швеція          | 243  |
| 2     | Данія           | 170  |
| 3     | Ірландія        | 151  |
| 4     | Франція         | 134  |
| 5     | Велика Британія | 114  |

### Норвегія отримала найбільше очок від:
| Місце | Країна   | Очок |
| ----- | -------- | ---- |
| 1     | Швеція   | 157  |
| 2     | Ірландія | 117  |
| 3     | Ісландія | 112  |
| 4     | Бельгія  | 105  |
| 5     | Данія    | 103  |

## Нагороди

### Marcel Bezençon Awards
| Рік  | Категорія      | Пісня               | Композитор(и) слова (l) / музика (m) | Виконавець                | Фінал | Бали | Приймаюче місто | Ref.  |
| ---- | -------------- | ------------------- | ------------------------------------ | ------------------------- | ----- | ---- | --------------- | ----- |
| 2009 | Press Award    | «Fairytale»         | Олександр Рибак (m&l)                | Олександр Рибак           | 1     | 387  | Москва          | [ 1 ] |
| 2015 | Composer Award | «A Monster Like Me» | К'єтіл Мьорланд (m&l)                | Мьорланд & Дебра Скарлетт | 8     | 102  | Відень          | [ 2 ] |

### Переможець від членів OGAE
| Рік  | Пісня       | Виконавець      | Місце | Бали | Приймаюче місто | Ref.  |
| ---- | ----------- | --------------- | ----- | ---- | --------------- | ----- |
| 2009 | «Fairytale» | Олександр Рибак | 1     | 387  | Москва          | [ 3 ] |

## Супервайзери
Список супервайзерів Melodi Grand Prix, більш відомий як MGP-general чи GP-general в Норвегії:
- Per Sundnes (2007–2012)[4]
- Vivi Stenberg (2013–2015)[5]
- Jan Fredrik Karlsen (2016–2017)[6]
- Stig Karlsen (2018–дотепер)[6]

## Галерея

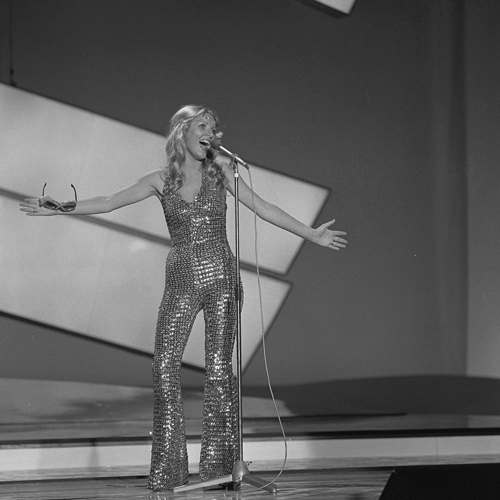
Анне-Каріне Стрьом виконує «Mata Hari» у Гаазі (1976)
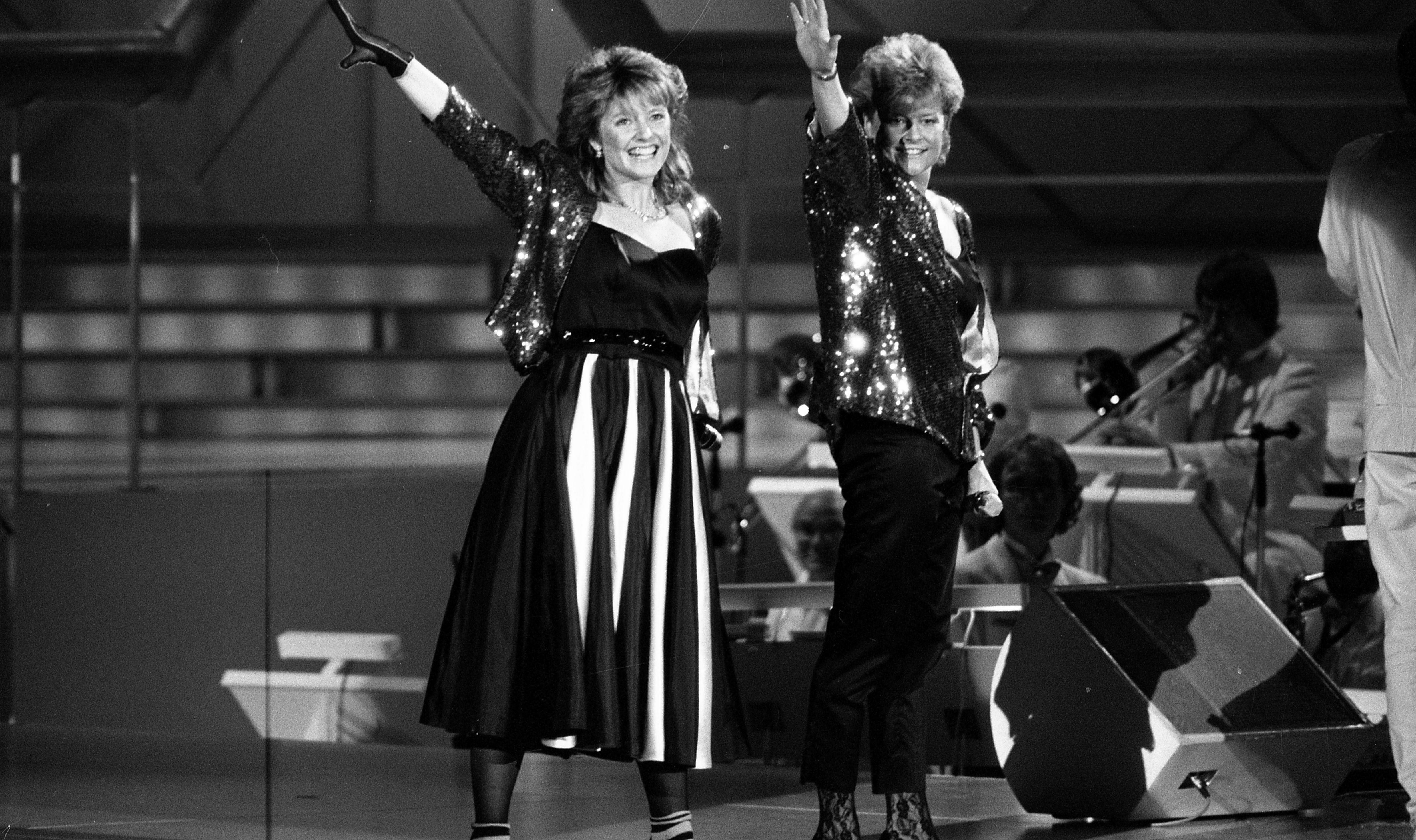
Bobbysocks виконують «La det swinge» в Гетеборзі (1985)
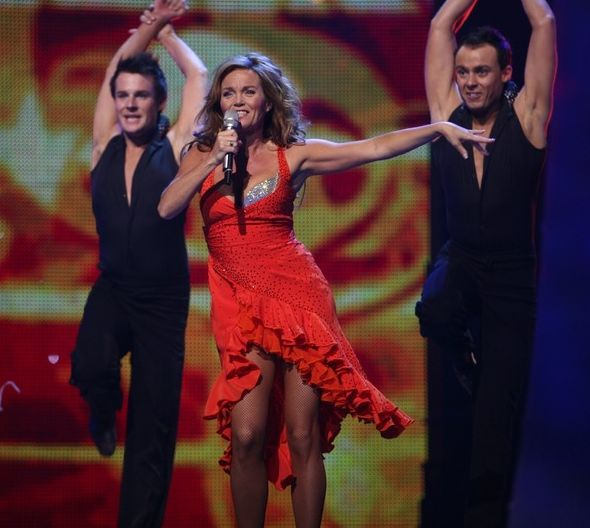
Гурі Шанке виконує «Ven a bailar conmigo» у Гельсінки (2007)
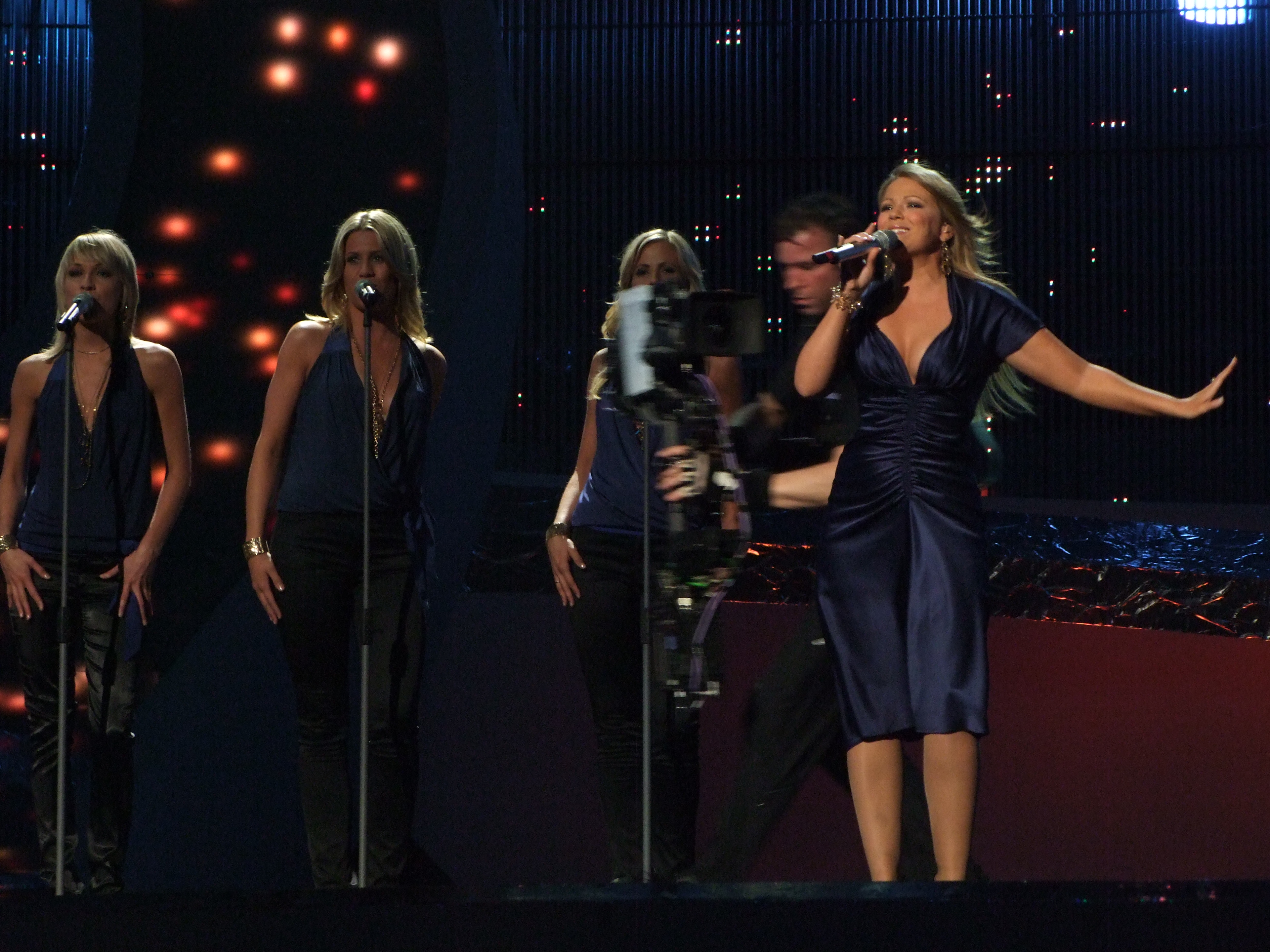
Марія Хаукаас Сторенг виконує «Hold On Be Strong» у Белграді (2008)
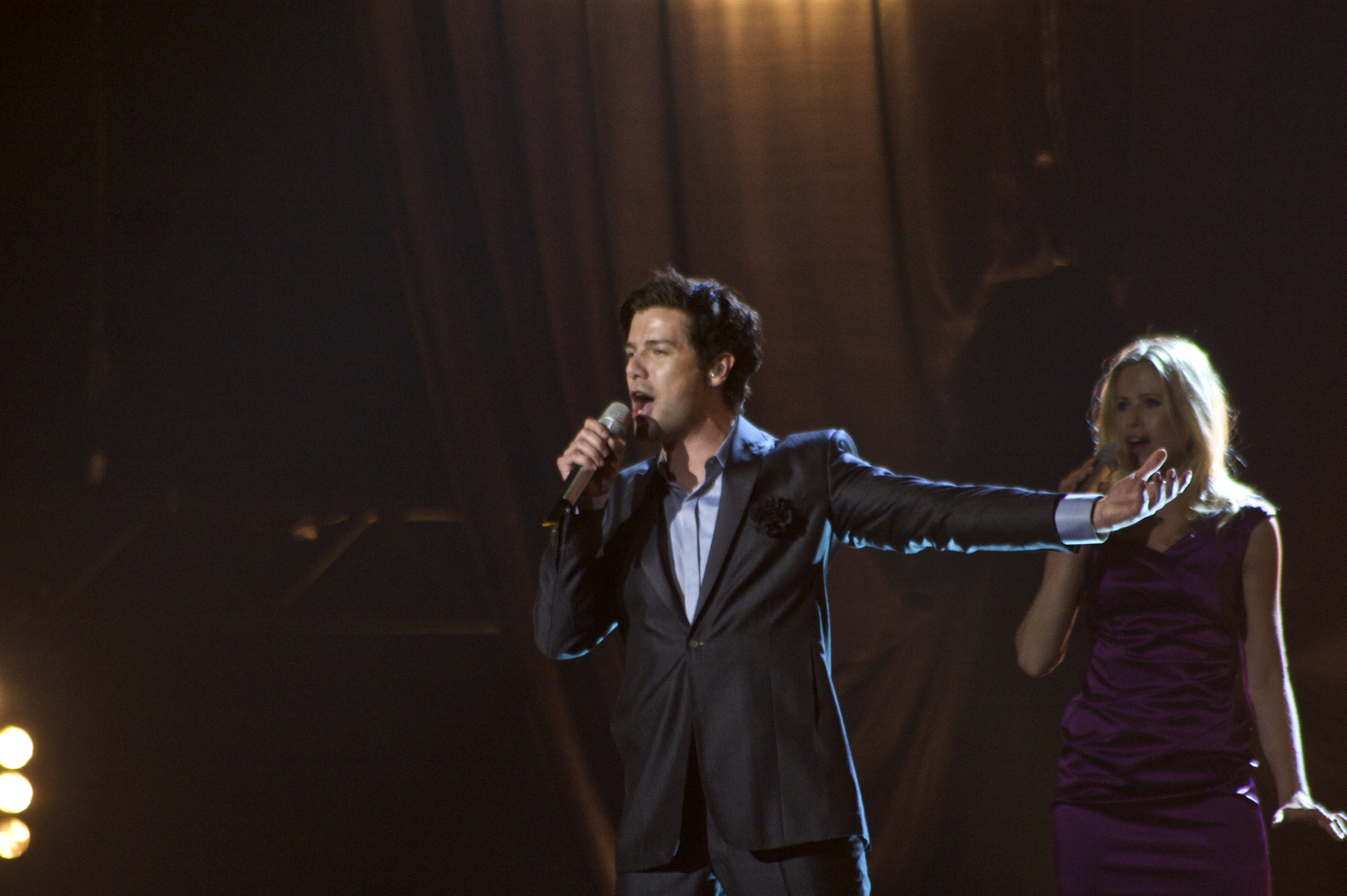
Дідрік Соллі-Тенген виконує «My Heart Is Yours» в Осло (2010)
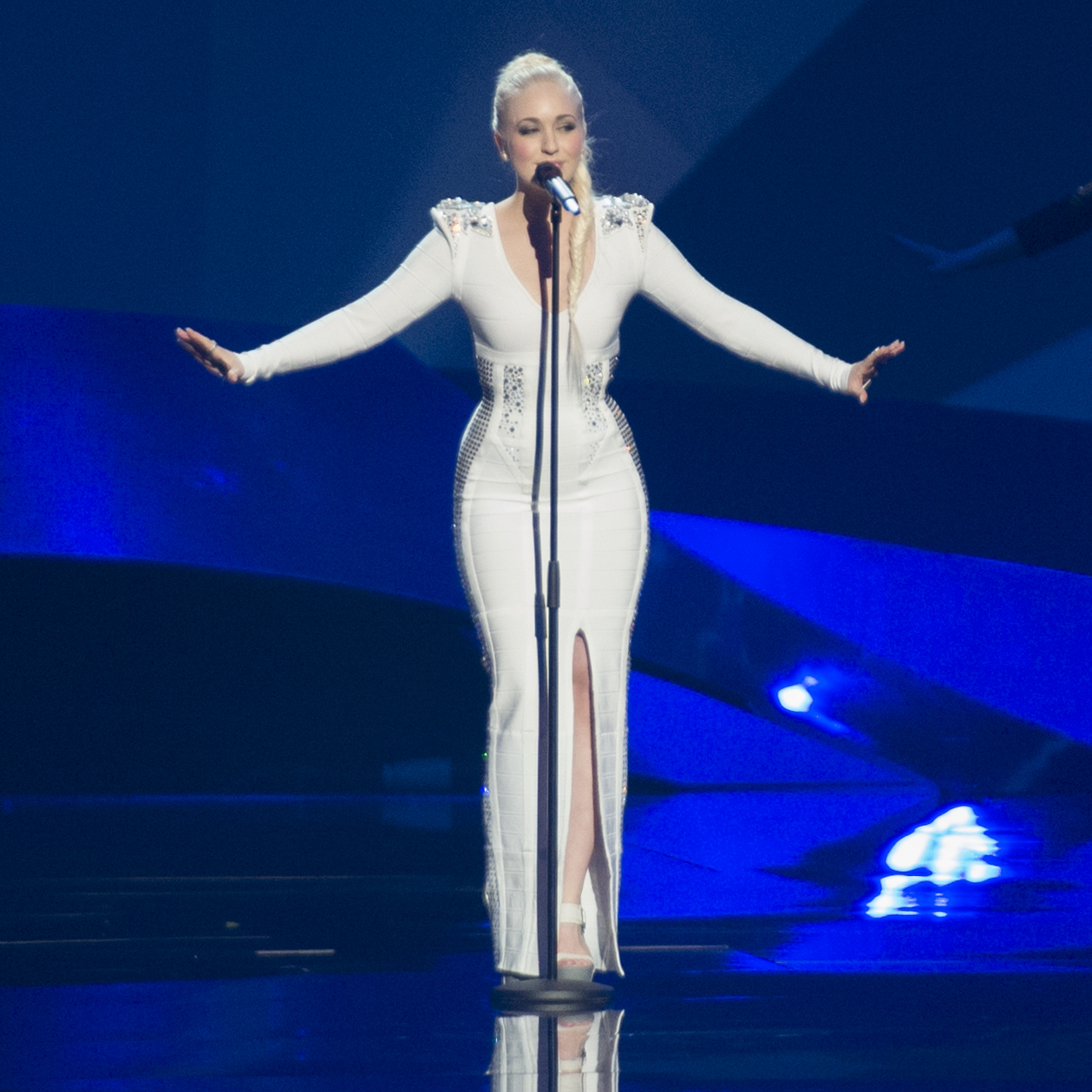
Маргарет Бергер виконує «I Feed You My Love» в Мальмо (2013)
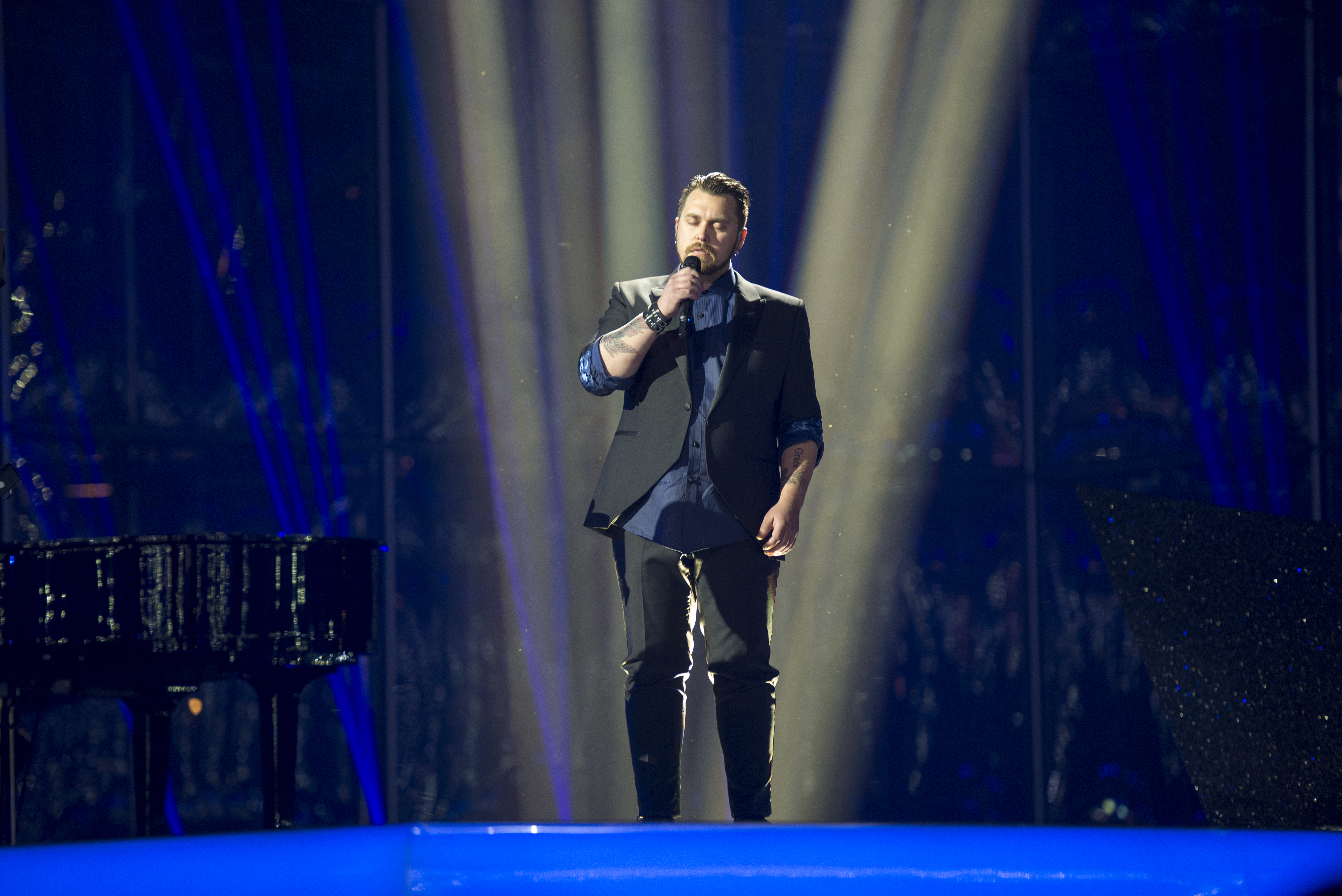
Карл Еспен виконує «Silent Storm» в Копенгагені (2014)
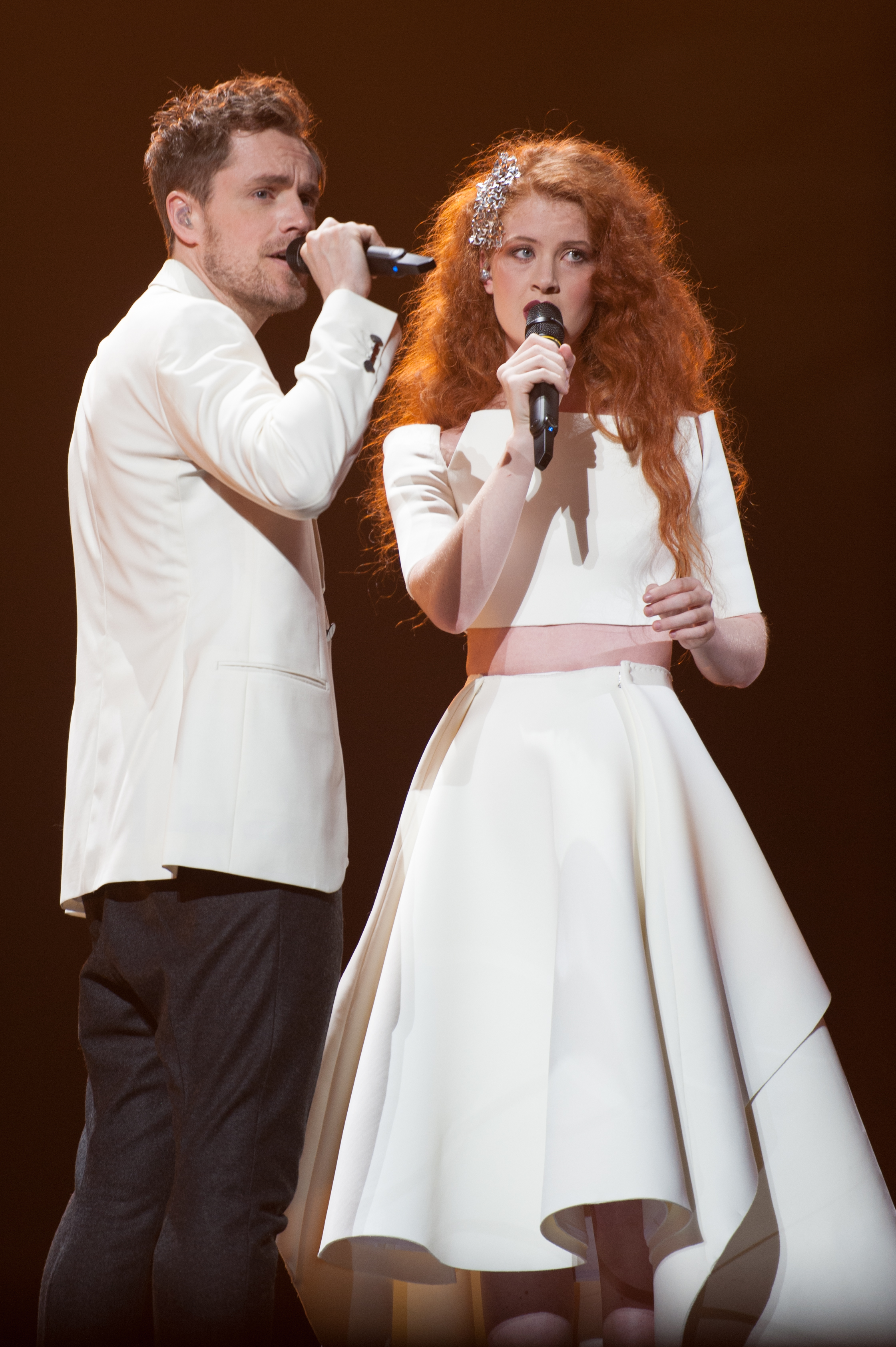
Мьорланд & Дебра Скарлетт виконують «A Monster Like Me» у Відні (2015)
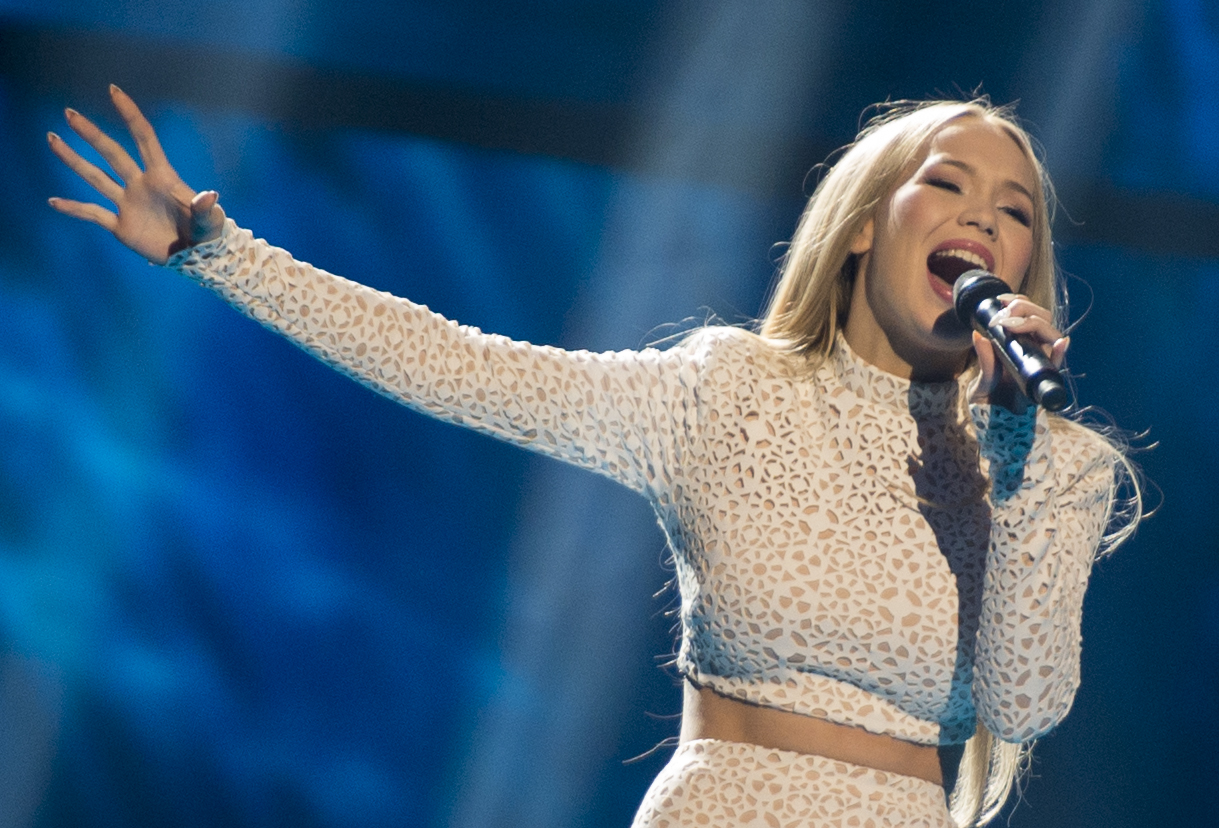
Агнете виконує «Icebreaker» у Стокгольмі (2016)
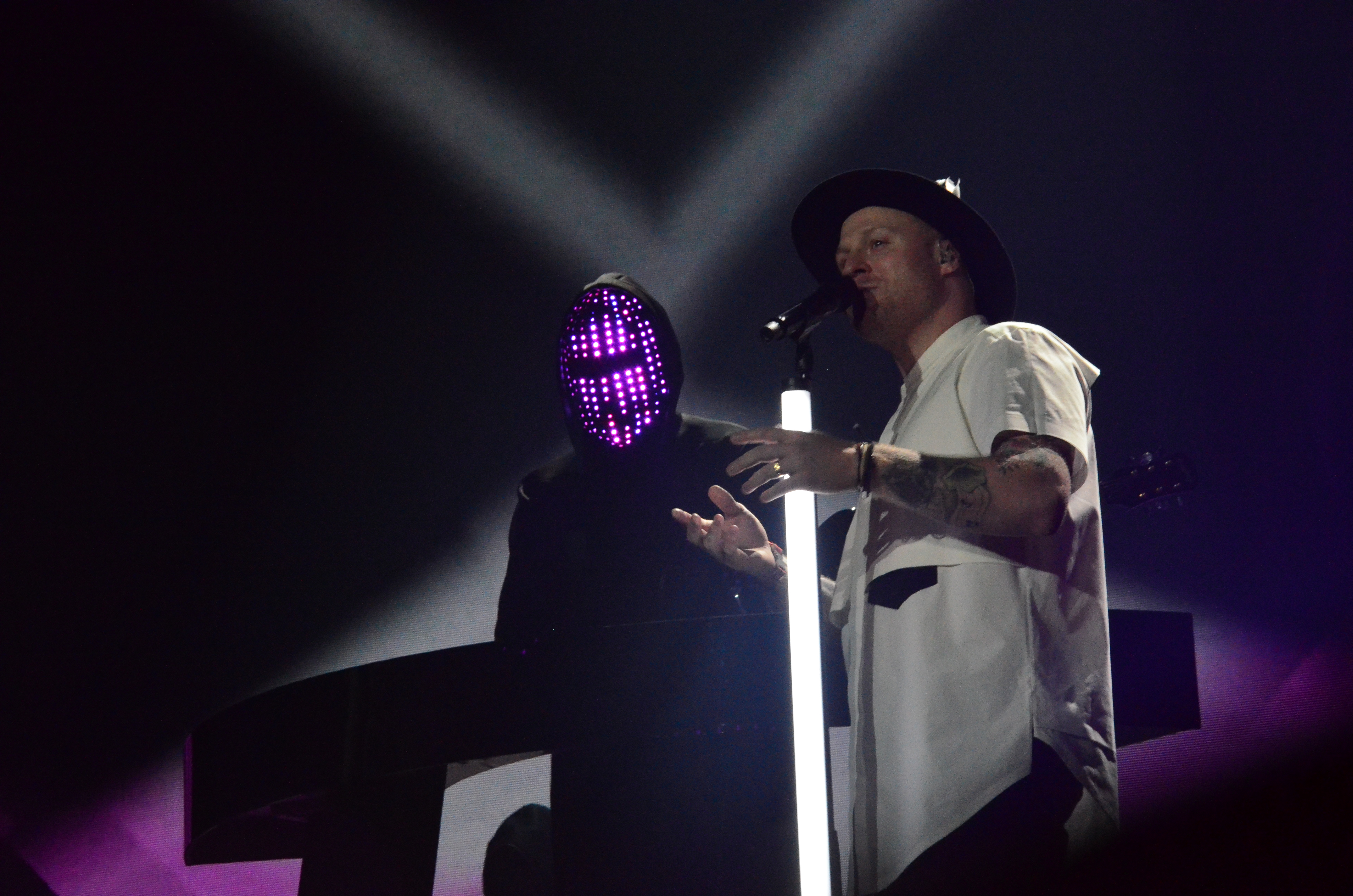
JOWST виконує «Grab the Moment» в Києві (2017)
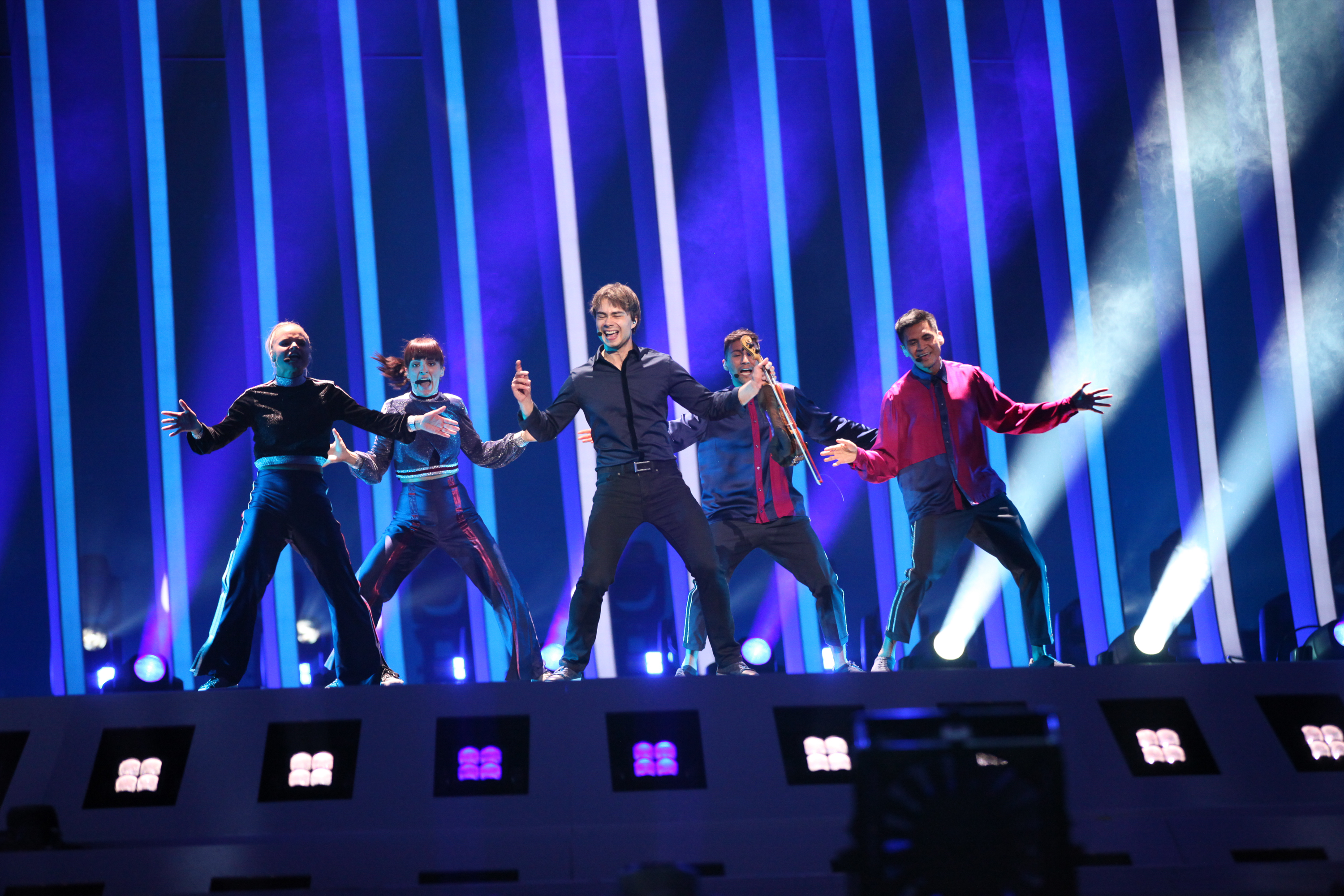
Олександр Рибак виконує «That's How You Write a Song» в Лісабоні (2018)
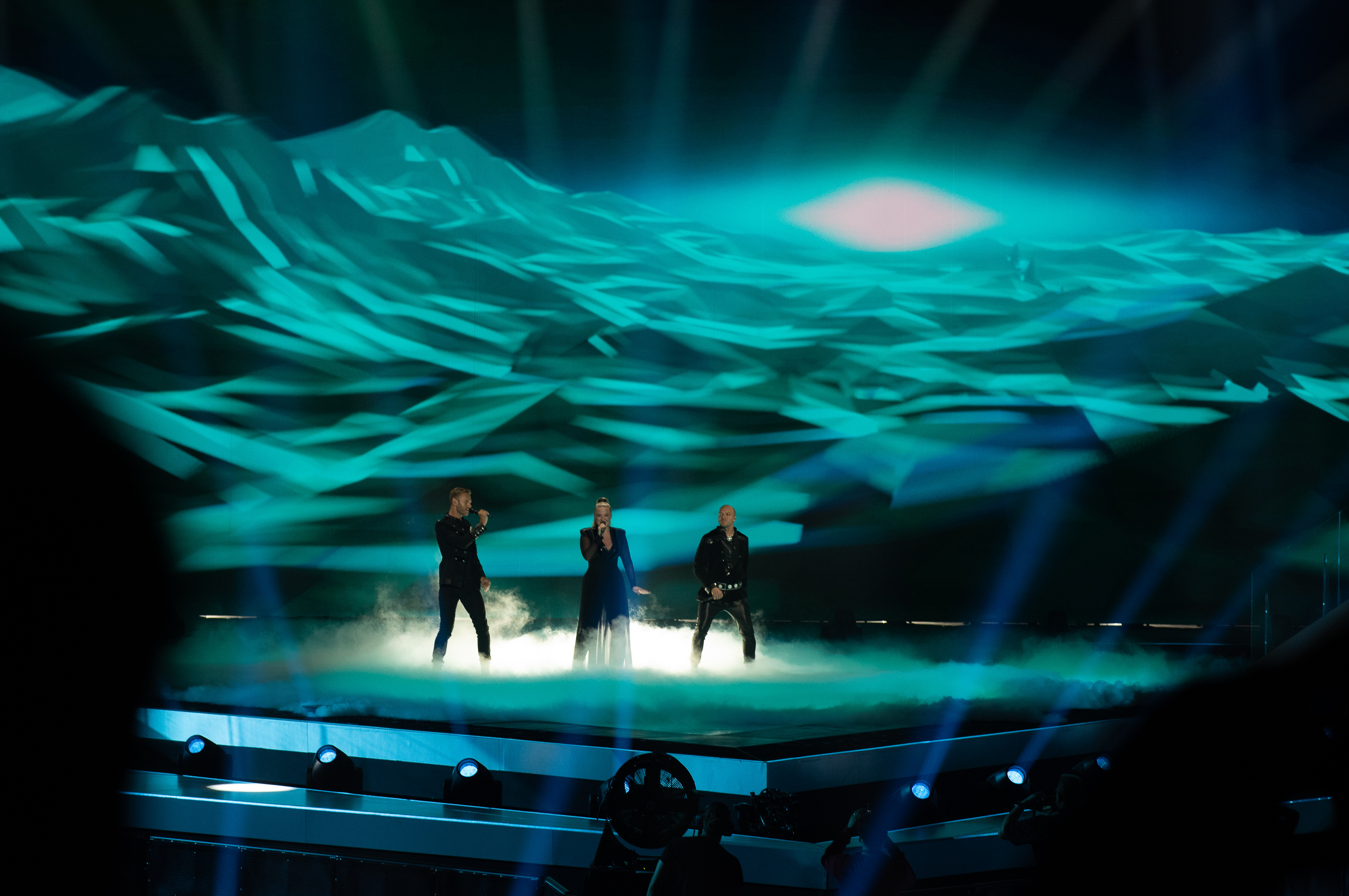
KEiiNO виконують «Spirit in the Sky» в Тель-Авіві (2019)
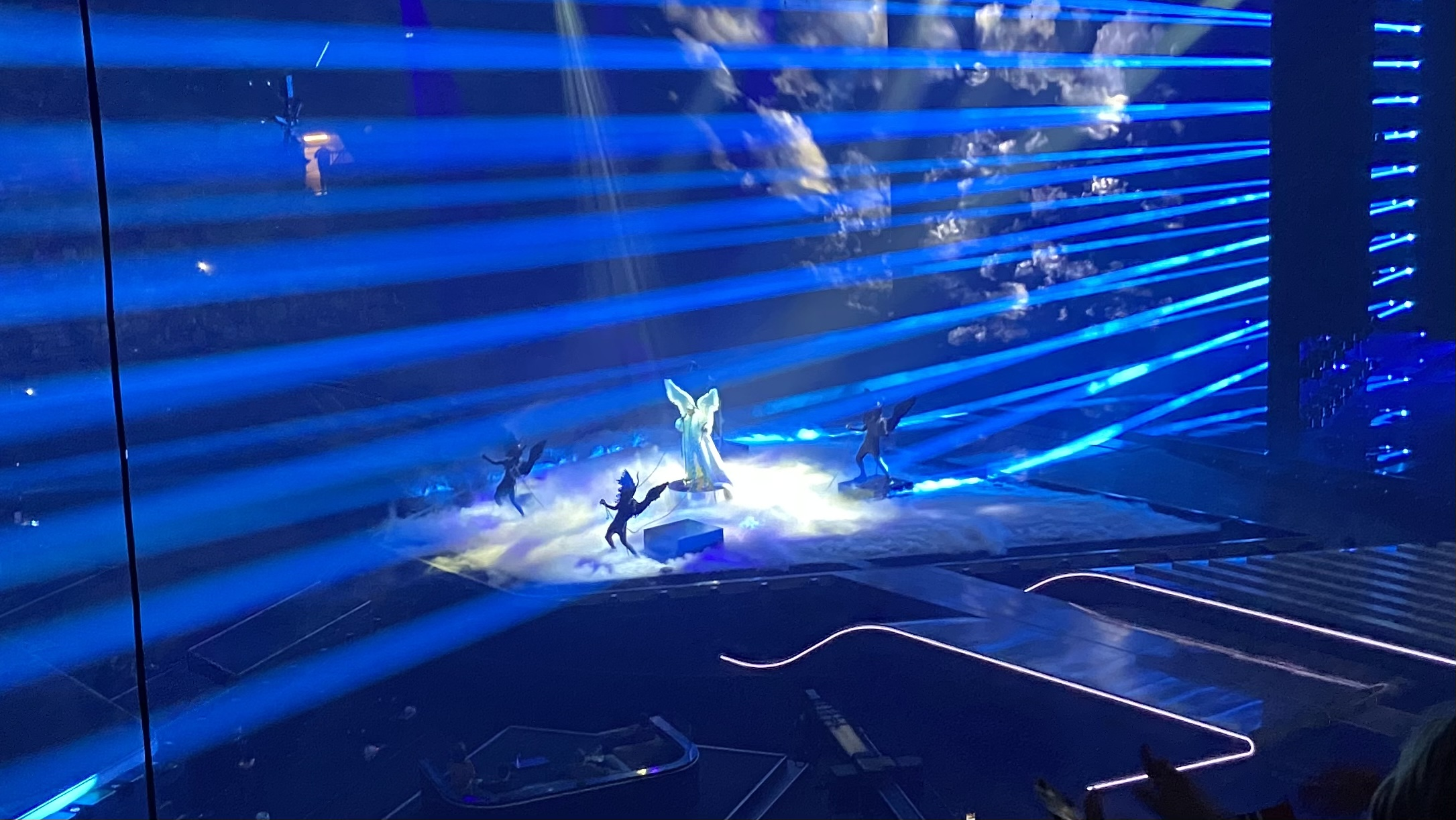
Tix виконує «Fallen Angel» у Роттердамі (2021)